# Pohovka Sigmunda Freuda
Pohovka Sigmunda Freuda, nazývaná také Gauč Sigmunda Freuda nebo Pomník Sigmunda Freuda, je netradiční kovová exteriérová plastika a lavička u muzea Rodný dům Sigmunda Freuda v Příboře v okrese Nový Jičín.

## Historie a popis díla
Pohovka Sigmunda Freuda je vytvořena z tepaných měděných plátů, které byly povrchově upraveny a umístěny na malou nosnou ocelovou konstrukci. Realisticky znázorňuje lékařskou pohovku/gauč včetně přikrývky a polštářů. Byla vyrobena jako replika skutečné lékařské pohovky z ordinace celosvětově známého rakouského židovského psychoanalytika a místního rodáka Sigmunda Freuda (1856–1939), která je umístěna ve Freudově muzeu v Londýně. Dílo, které vyrobila firma Houska & Douda - pasířství dle předlohy architekta Jana Tupého, bylo slavnostně odhaleno v květnu 2006 u příležitosti oslav 150. výročí narození Sigmunda Freuda. V roce 2010 bylo dílo poškozeno nárazem automobilu a opraveno.

## Další informace
Dílo je celoročně volně přístupné. V blízkosti, severním směrem, se nachází socha Pomník Sigmunda Freuda.

## Galerie

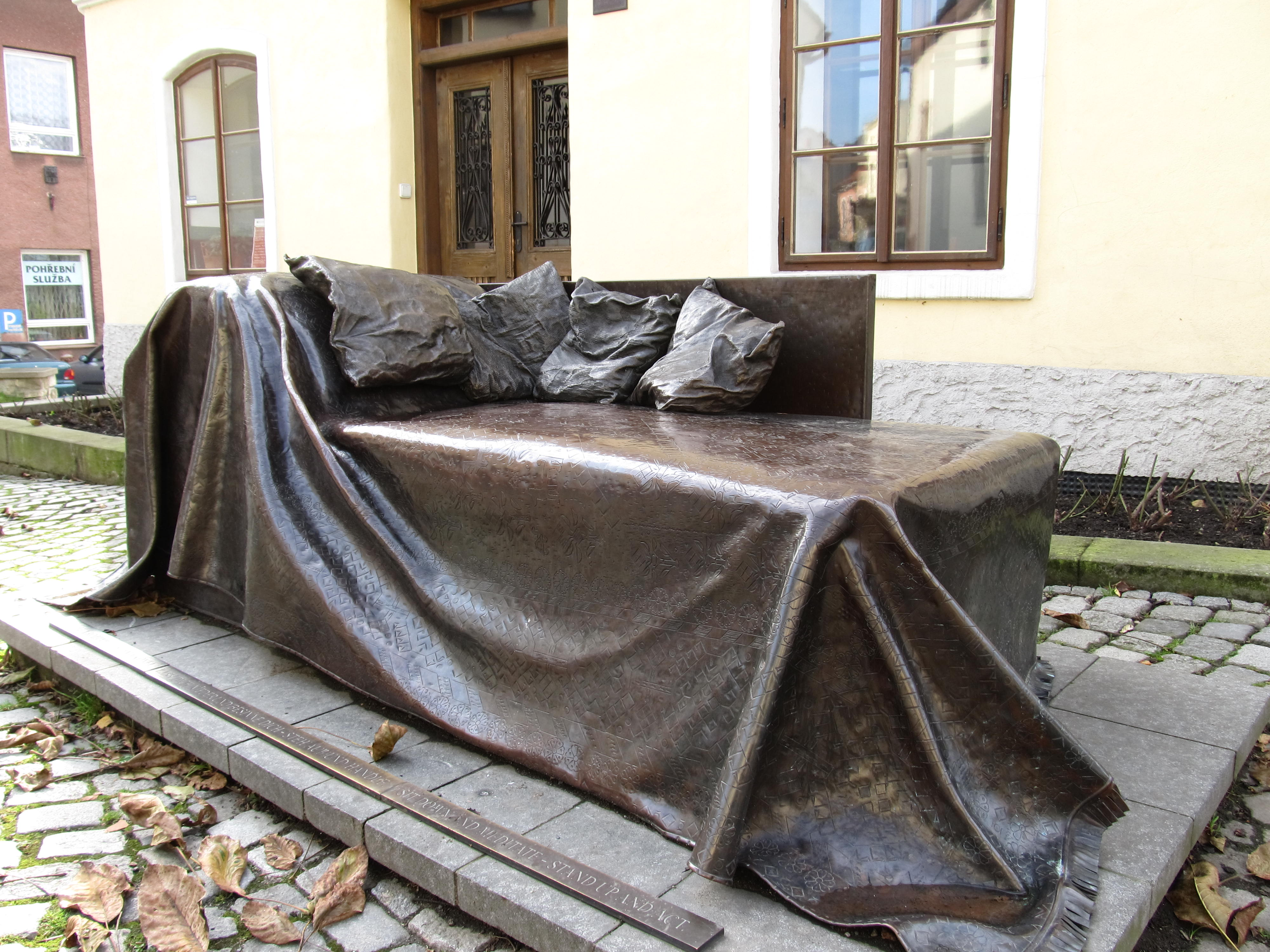
Detail díla
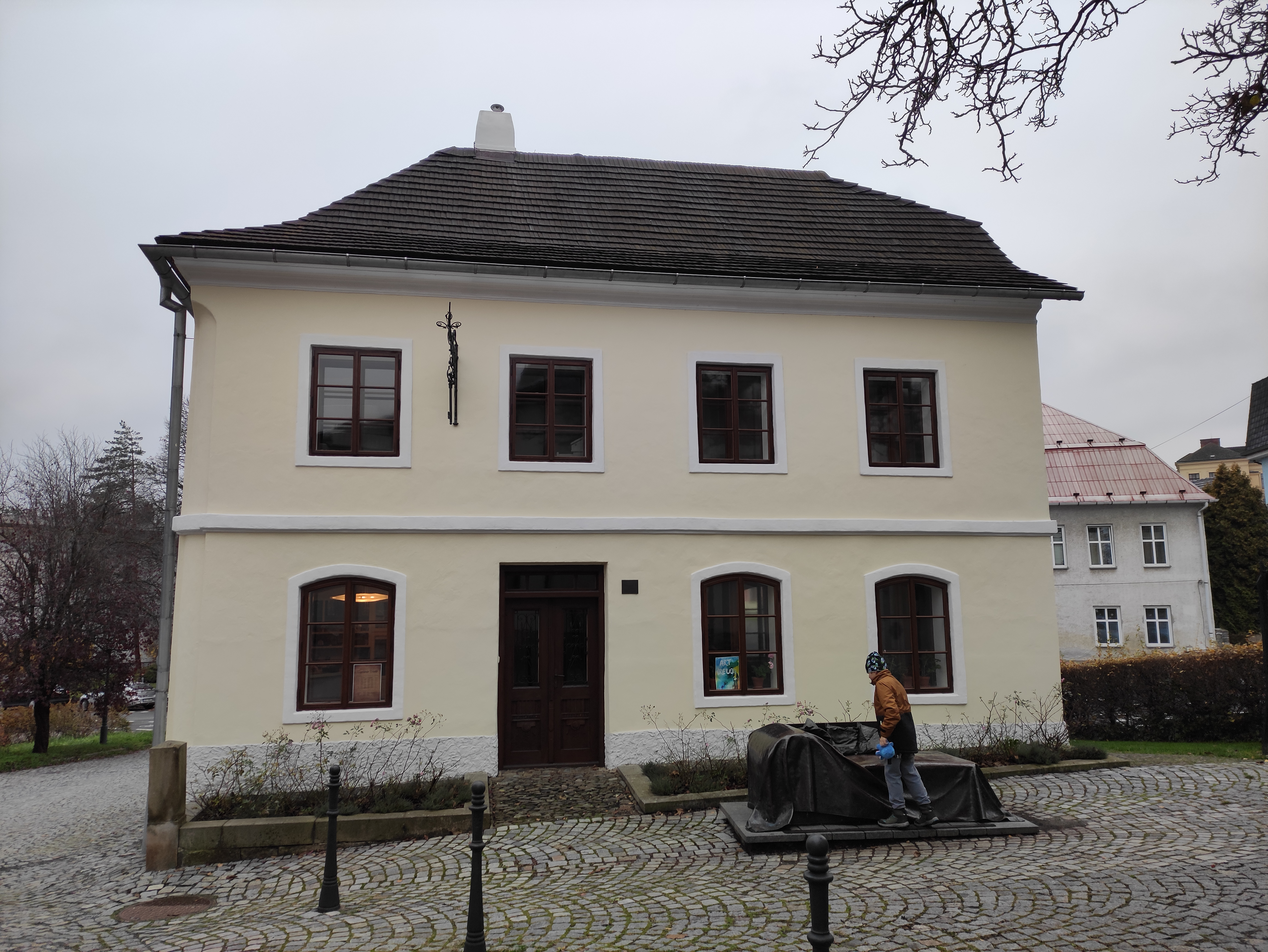
Dílo umístěné před Rodným domem Sigmunda Freuda